# Udi Gal
Udi Gal –en hebreo, אודי גל– (Tel Aviv, 11 de junio de 1979) es un deportista israelí que compitió en vela en la clase 470.
Ganó tres medallas de bronce en el Campeonato Mundial de 470 entre los años 2006 y 2008, y tres medallas en el Campeonato Europeo de 470 entre los años 2007 y 2008.

## Palmarés internacional
| \| Campeonato Mundial \| Campeonato Mundial \| Campeonato Mundial \| Campeonato Mundial \| \| Año \| Lugar \| Medalla \| Clase \| \| ------------------ \| ----------------------- \| ------------------ \| ------------------ \| \| 2006 \| Rizhao (China) \| Medalla de bronce \| 470 \| \| 2007 \| Cascaes (Portugal) \| Medalla de bronce \| 470 \| \| 2008 \| Melbourne (Australia) \| Medalla de bronce \| 470 \| \| Campeonato Europeo \| \| \| \| \| Año \| Lugar \| Medalla \| Clase \| \| 2001 \| Dún Laoghaire (Irlanda) \| Medalla de plata \| 470 \| \| 2005 \| Gdynia (Polonia) \| Medalla de plata \| 470 \| \| 2008 \| Riva del Garda (Italia) \| Medalla de bronce \| 470 \| |                         |                   |       |
| Campeonato Mundial |                         |                   |       |
| Año | Lugar                   | Medalla           | Clase |
| 2006 | Rizhao (China)          | Medalla de bronce | 470   |
| 2007 | Cascaes (Portugal)      | Medalla de bronce | 470   |
| 2008 | Melbourne (Australia)   | Medalla de bronce | 470   |
| Campeonato Europeo |                         |                   |       |
| Año | Lugar                   | Medalla           | Clase |
| 2001 | Dún Laoghaire (Irlanda) | Medalla de plata  | 470   |
| 2005 | Gdynia (Polonia)        | Medalla de plata  | 470   |
| 2008 | Riva del Garda (Italia) | Medalla de bronce | 470   |